# Riggisberg
Riggisberg är en ort och kommun i distriktet Bern-Mittelland i kantonen Bern, Schweiz. Kommunen har 3 117 invånare (2023).
Den 1 januari 2009 inkorporerades kommunen Rüti bei Riggisberg in i Riggisberg och den 1 januari 2021 inkorporerades kommunen Rümligen.